# جمعة عكاش
جمعة عكاش صحفي كردي سوري، مختص بالشأن الكردي. ولد في مدينة المالكية الواقعة شمال شرق سوريا عام 1980، ودرس الابتدائية في مدرسة وأنهى تعليمه الثانوي في ثانوية يوسف العظمة ثم درس الصحافة في كلية الإعلام بجامعة دمشق ثم انتقل للعمل في دبي في دولة الإمارات العربية المتحدة.